# Elisabeth zu Fürstenberg

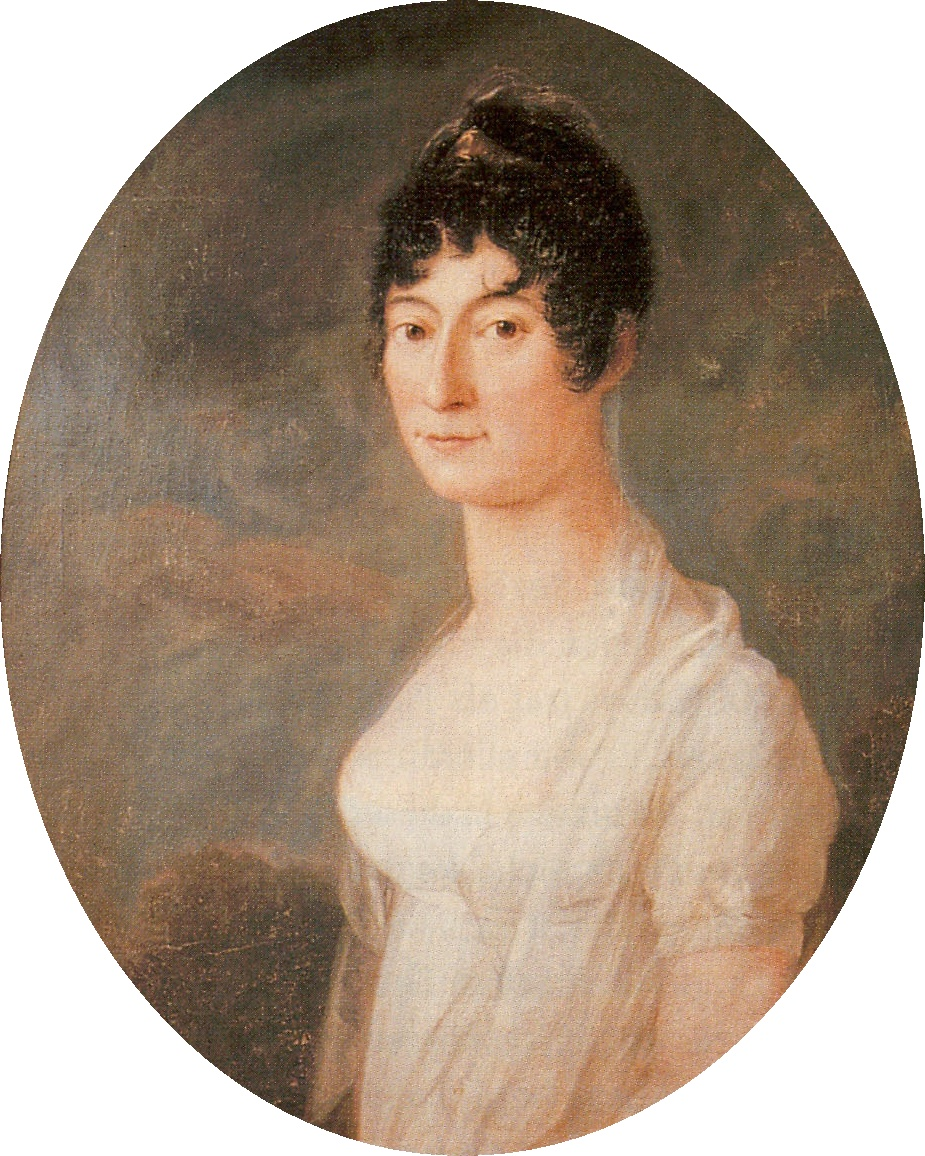
Fürstin Elisabeth zu Fürstenberg, geb. Prinzessin von Thurn und Taxis, Witwe des Fürsten Karl Aloys (um 1800)

Maria Elisabeth Alexandrina Augusta Carolina Josepha Walburga, Fürstin zu Fürstenberg (* 30. November 1767 in Regensburg; † 21. Juli 1822 auf Schloss Heiligenberg) war 1806 bis 1816 eine treibende Kraft der mediatisierten deutschen Reichsstände, die versuchten, ihre alten Privilegien wiederzugewinnen. Auf dem Wiener Kongress bat sie in deren Namen am 22. Oktober 1814 den österreichischen Kaiser Franz, die deutsche Kaiserkrone wieder anzunehmen.

## Leben
Elisabeth wurde als Tochter des Fürsten Alexander Ferdinand von Thurn und Taxis und der Prinzessin Maria Henriette zu Fürstenberg, der zweiten Tochter des Fürsten Joseph Wilhelm Ernst zu Fürstenberg, geboren.
Die Familie war in Böhmen begütert und Elisabeth verbrachte ihre Jugend vornehmlich in Prag. Elisabeth heiratete am 4. November 1790 ihren Cousin Karl Aloys zu Fürstenberg, der am 25. März 1799 in der Schlacht bei Stockach fiel. Im gleichen Jahr verlor Elisabeth auch noch zwei Töchter und es starb Karl Maria Gabriel zu Fürstenberg, der erst 14-jährige Stammhalter der böhmischen Linie der Fürstenberger zu Pürglitz, den ihr einziger Sohn Karl Egon beerbte. Am 17. Mai 1804 verstarb auch Fürst Karl Joachim zu Fürstenberg, das Oberhaupt der fürstenbergischen Hauptlinie, ohne direkte Nachkommen. Elisabeths Sohn Karl Egon wurde nun als Karl Egon II. zu Fürstenberg im Alter von sieben Jahren regierender Reichsfürst.

### Mediatisierung des Fürstentums Fürstenberg
In einer Zeit, in der Napoleon dabei war, Europa umzugestalten und die Nachbarn des Fürstentums (Württemberg, Baden und Hohenzollern) sich mit allen Mittel bemühten, einen möglichst großen Anteil an dem zu verteilenden Kuchen zu bekommen, lag die Regierung Fürstenbergs in der Hand eines entfernten Onkels, des Landgrafen Joachim Egon aus der Linie zu Fürstenberg-Weitra, der nach Reichs- und Familienrecht die Vormundschaft übernommen hatte. Bereits Karl Joachim hatte als schwacher Fürst gegolten und die Regierung mit Joseph Kleiser – später „von Kleisheim“  – versuchte sich den dauernd ändernden politischen Verhältnissen anzupassen.
Am 24. Mai 1805 kam Elisabeth mit ihren Kindern von Prag nach Donaueschingen, um die Erbhuldigung für ihren Sohn entgegenzunehmen. Hierbei lernte sie den Oberforstmeister Joseph von Laßberg kennen. Im zweiten Halbjahr ging sie jedoch aufgrund der unsicheren Lage im deutschen Südwesten nach Prag zurück. Die Fürstenberg galten trotz offizieller Neutralitätsbekundungen als Parteigänger Österreichs, zumal die Fürstin und der Landgraf ihren Wohnsitz in österreichischen Gebieten nahmen. Am 3. November 1805 befahl Napoleon seinem General Augereau, das Fürstentum zu besetzen.
Die Sequestration wurde bald darauf wieder aufgehoben, wobei unklar blieb, welche der vielfältigen Interventionen des Hauses Fürstenberg zu diesem vorläufigen Erfolg führten.
Minister von Kleisheim machte 1806 den späten Versuch, Fürstenberg ähnlich wie Württemberg und Baden als Verbündeten Frankreichs zu positionieren, um vom bevorstehenden Länderschacher zu profitieren, aber die anderen hatten schon länger dahingehend gewirkt und die Fürstenberg waren aus französischer Sicht als Gefolgsleute Österreichs abgestempelt.
Die Rheinbundakte hatte die Mediatisierung des Fürstentums Fürstenberg und dessen Aufteilung auf Baden, Württemberg und Hohenzollern-Sigmaringen zur Folge. Elisabeth begann nun ihren Kampf um die Rettung möglichst vieler Privilegien ihres Hauses. 1809 forderte Baden – auf französischen Druck hin – den Landgrafen Joachim Egon auf, seinen Wohnsitz in das fürstenbergische Stammland zu verlegen oder die Vormundschaft über Elisabeths Sohn Karl Egon abzugeben und der Fürstinmutter zu übertragen, die sie dann auch übernahm. Von Schloss Heiligenberg aus nahm sie nun verstärkt Einfluss auf die Politik. Mit ihrer Ankunft setzte auch kulturelles Mäzenatentum ein, bspw. die Förderung des Musikers Johann Nepomuk Schelble.

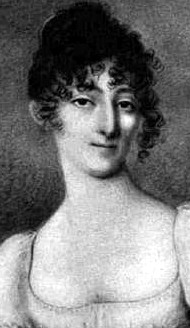
Elisabeth zu Fürstenberg, geb. von Thurn und Taxis

Der badische Hof hatte Minister von Kleisheim – mit dem Einverständnis von Joachim Karl – zum Gegenvormund gemacht und versuchte, ihn in eine vorherrschende Rolle zu bringen, was auf den entschiedenen Widerstand Elisabeths stieß. Von Kleisheim gelang es 1811 in Verhandlungen mit der badischen Regierung, die fürstenbergische Justizhoheit wiederherzustellen. Gleichwohl war das Verhältnis zu seiner Fürstin angespannt und 1814 trat er als Hofrichter in die Dienste des Großherzogtums Baden.

### Wiener Kongress
Nun trat von Laßberg als Generalbevollmächtigter der Fürstin in den Vordergrund. Mit ihm zusammen versuchte Elisabeth auf dem Wiener Kongress die mediatisierten Reichsfürsten gegen die Rheinbundfürsten zu einigen. Nach dem Tod des Fürsten Emich Carl zu Leiningen wurde Graf Friedrich Ludwig Christian zu Solms-Laubach der wichtigste Mitstreiter von Elisabeth. Elisabeth nutzte verwandtschaftliche und persönliche Beziehungen zur Verfolgung ihrer diplomatischen Ziele. Zu ihren Verbündeten zählte sie auch den Freiherrn vom Stein, obwohl dieser die Bestrebungen vieler mediatisierter Reichsstände zur Restauration des alten Reiches nicht teilte. Am 22. Oktober 1814 bat Elisabeth anlässlich einer Audienz den österreichischen Kaiser Franz im Namen der mediatisierten Reichsstände, wieder Titel und Würde eines Deutschen Kaisers anzunehmen. Obwohl Franz ausweichend reagierte, versuchten die Mediatisierten weiterhin zu ihrem Ziel zu kommen und das alte Reich zu restaurieren. Laßberg gründete die „Adelsvereinigung zur Kette“, die vordergründig zwar kulturpolitische Ziele verfolgte, aber im Kontext der Politik zu sehen ist. Mit der Rückkehr Napoleons von Elba änderte sich das Umfeld grundlegend und das militärische Engagement der ehemaligen Rheinbundstaaten gegen Napoleon stärkte deren Stellung. Für die Mediatisierten blieb lediglich die Festlegung einiger Privilegien als Standesherren gemäß der deutschen Bundesakte.
Zurück auf Schloss Heiligenberg versuchte Elisabeth 1816 in einem Brief an Kaiser Franz, diesen zu einer Erklärung für die Mediatisierten bei der Eröffnung des Deutschen Bundestages zu drängen, ohne Erfolg.
Elisabeth zog sich nun zurück und leitete die Übergabe an ihren Sohn Karl Egon ein, der sich mit dem Haus Baden aussöhnen wollte. Sie bestand jedoch darauf, dass Karl Egons Braut, Amalie von Baden, eine Tochter Karl Friedrichs aus dessen morganatischer Ehe mit der Reichsgräfin Hochberg, vor der Ehe mit Karl Egon durch den amtierenden Großherzog Karl für ebenbürtig erklärt wurde.
Elisabeth lebte nun mit Laßberg, der mit der Amtsübernahme Karl Egons seinen Abschied nahm, auf Schloss Heiligenberg oder dessen Schloss Eppishausen und unterstützte diesen bei seiner Sammlung altdeutscher Literatur. Am 21. Juli 1822 verstarb sie auf Schloss Heiligenberg.

## Ehe und Nachkommen

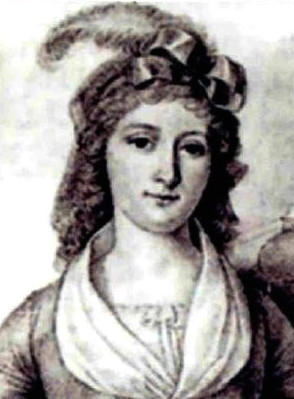
Elisabeth zu Fürstenberg 1797

Aus der Ehe mit Karl Aloys zu Fürstenberg stammten fünf Kinder, wobei nur zwei das Erwachsenenalter erreichten:
- Maria Leopoldine (* 4. September 1791; † 10. Januar 1844) ⚭ 20. Mai 1813 Karl Albrecht zu Hohenlohe-Waldenburg-Schillingsfürst
- Karl Egon (* 28. Oktober 1796; † 22. Oktober 1854)

Drei Mädchen verstarben im Kindesalter:
- Maria Josepha (*/† 9. September 1792)
- Antonia (* 28. Oktober 1794; † 1. Oktober 1799)
- Maria Anna (* 17. September 1798; † 18. Juli 1799)

1805 bis 1822 war sie mit Freiherr Joseph von Laßberg liiert und hatte einen unehelichen Sohn von ihm:
- Hermann von Liebenau (* 3. Oktober 1807; † 28. Juli 1874), Arzt und Historiker